# Jurijus Veklenko
Jurijus Veklenko (ur. 6 lipca 1990 w Kłajpedzie) – litewski piosenkarz popowy. Reprezentant Litwy w 64. Konkursie Piosenki Eurowizji (2019).

## Życiorys
Pochodzi z rodziny o muzycznych tradycjach, występował także w chórze kościelnym. Posiada ukraińskie korzenie. Po przeprowadzce do Wilna był uczestnikiem litewskiej wersji programu Got Talent, The Voice of Lithuania oraz We Are One Blood. Oprócz działalności artystycznej, zajmuje się zawodowo pracą w branży IT. 
Dwukrotnie występował jako chórzysta w Konkursie Piosenki Eurowizji: w 2013 w Malmö wraz z Andriusem Pojavisem (22. miejsce w finale), oraz w 2015 w Wiedniu z duetem Monika Linkytė & Vaidas Baumila (18. miejsce w finale).
W 2019 z piosenką „Run with the Lions” reprezentował Litwę w 64. Konkursie Piosenki Eurowizji w Tel Awiwie. 16 maja wystąpił w drugim półfinale konkursu. Zajął 11. miejsce (do awansu zabrakło mu jednego punktu), przez co nie zakwalifikował się do finału.